# Paint Box (canção)
"Paint Box" (ou "Paintbox" em reedições posteriores) é uma canção da banda de rock inglesa Pink Floyd, composta e cantada pelo tecladista Richard Wright.  Foi lançada pela primeira vez em 1967, como lado B do single "Apples and Oranges". O tema da música é sobre um homem que vive um relacionamento abusivo e tem amigos artificiais.

## Letras e música
As características musicais da canção incluem longos preenchimentos de bateria por Nick Mason e um solo de piano por Wright, que é panoramizado em todo o espectro do áudio estéreo. Wright também toca em um tack piano, além do piano acústico comum.
A letra da música começa com os versos "Ontem à noite eu bebi demais / Sentado em uma boate com tantos tolos", e apresenta um refrão ambivalente: "Eu abro a porta de uma sala vazia / Então eu esqueço".
A canção é a primeira de muitas canções do Pink Floyd a apresentar com destaque um acorde de Mi Menor com nona. Este acorde se tornaria um aspecto característico de seu material mais conhecido: ele abre The Dark Side of the Moon com " Breathe ".  É proeminente em "Welcome to the Machine" de Wish You Were Here, onde alterna com um acorde de sétima em dó maior na maior parte da música. "Dogs" de Animals gira em torno do acorde tocado em guitarras afinadas mais abaixo, resultando em um tom de concerto de Ré menor com nona.  Apareceu novamente em "Hey You" e "Vera" de The Wall . Ainda apareceria em nada menos que quatro músicas do The Final Cut : "Your Possible Pasts"; "The Hero's Return"; "The Gunner's Dream"; e "The Fletcher Memorial Home".

## Lançamento
"Paint Box" foi originalmente lançada em mono como single. Uma mixagem estéreo foi posteriormente incluída na compilação Masters of Rock e no álbum de compilação Relics como "Paintbox". A grafia do título com uma palavra também foi usada quando a mixagem mono foi lançada no terceiro disco da edição deluxe do 40º aniversário de The Piper at the Gates of Dawn. "Paintbox" em mono foi relançada novamente em 2016 nos discos Cambridge St/ation e Cre/ation no box set The Early Years 1965–1972 .

## Videoclipe
Um filme promocional para essa música foi filmado para a televisão belga em 18 ou 19 de fevereiro de 1968, no qual a banda faz finge tocar a música em uma ponte em Bruxelas. Embora Syd Barrett ainda fosse membro da banda quando a música foi gravada (outubro de 1967) e na época das filmagens, o filme apresenta David Gilmour na guitarra, em sua primeira aparição no cinema com o Pink Floyd.  O monumento Atomium pode ser visto ao fundo enquanto a banda toca.

## Integrantes
- Richard Wright – vocal principal, piano, tack piano
- Syd Barrett – guitarras acústicas e elétricas, vocais de apoio
- Roger Waters – baixo, backing vocal
- Nick Mason – bateria